# Mitsubishi Outlander
Pour les articles homonymes, voir Outlander et Mitsubishi Airtrek (Chine).
Le Mitsubishi Outlander est un SUV produit par le constructeur automobile japonais Mitsubishi Motors depuis 2003. Il s'agissait au départ d'une appellation donnée à l'Airtrek depuis sa vente en Amérique.
Ensuite, après son renouvellement en 2005 au Japon, la seconde génération a été européanisée depuis 2007. Une troisième génération est sortie depuis octobre 2012.

## Première génération (2003-2007)

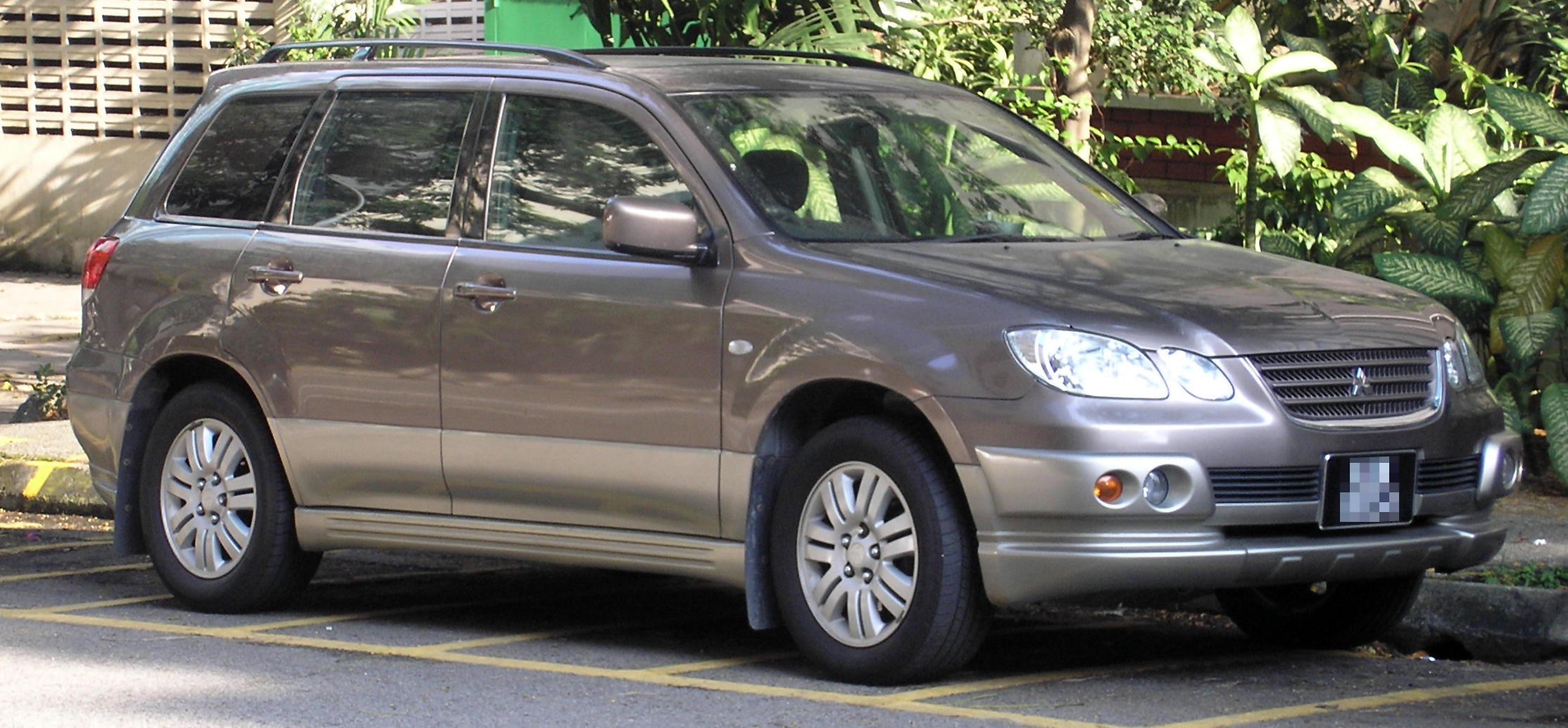
Mitsubishi Airtrek

L'Airtrek a été introduit sur le marché japonais le 20 juin 2001. Il était proposé en traction avant ou en quatre roues motrices.
L'Outlander est arrivé en 2003 en Amérique du Nord, en complément de la Mitsubishi Montero Sport, avec une calandre modifiée, les deux modèles étant fabriqués en parallèle.
Dans plusieurs marchés d'Amérique du Sud, il était connu comme le Montero Outlander afin de bénéficier de la renommée du Mitsubishi Montero Sport.

## Seconde génération (2005-2012)
Le Mitsubishi Outlander est un crossover sorti fin 2005 au Japon.
Depuis 2009, l'Outlander destiné au marché européen est produit dans l'usine néerlandaise NedCar détenue jusqu'en 2012 par Mitsubishi.
Alors que seul le diesel 2.0 TDI Volkswagen de 140 ch est proposé en France, certains marchés comme l'Allemagne ou la Russie proposent un moteur essence 2,4 litres de 170 ch. C'est d'ailleurs le seul bloc proposé au Japon alors que le marché américain dispose également d'un V6 essence 3 litres de 230 ch.
Depuis le début 2010, une boîte robotisée à double embrayage est disponible.
Le Mitsubishi Outlander est aussi vendu en Europe en tant que Citroën C-Crosser - Peugeot 4007 de 2007 à 2012.

### Usines d'assemblage
- NedCar à Born (marché européen)
- Laem Chabang (marché de Singapour)
- Kurashiki
- Okazaki

### Motorisations
| Moteur            | Cylindrée | Puissance       | Couple max | Vitesse max (km/h) | 0 à 100 km/h | Consommation mixte | Émissions de CO2 | Disponibilité   |
| ----------------- | --------- | --------------- | ---------- | ------------------ | ------------ | ------------------ | ---------------- | --------------- |
| Essence           |           |                 |            |                    |              |                    |                  |                 |
| 2.0 Mitsubishi    | 1 998 cm3 | 147 ch (108 kW) | 310 N m    | 190 km/h           | 10,8 s       | 6,9 l/100 km       | 183 g/km         | Outlander       |
| 2.4 Mitsubishi    | 2 360 cm3 | 170 ch (125 kW) | 232 N m    | 190 km/h           | 9,6 s        | 9,4 l/100 km       | 225 g/km         | 2005 (Japon)    |
| 3.0 V6 Mitsubishi | 2 998 cm3 | 220 ch (162 kW) | 268 N m    | 200 km/h           | -            | -                  | -                | Outlander (USA) |
| Diesel            |           |                 |            |                    |              |                    |                  |                 |
| 2.3 Mitsubishi    | 2 268 cm3 | 140 ch (103 kW) | 380 N m    |                    |              |                    |                  | Outlander       |
| 2.2 PSA           |           | 156 ch (114 kW) |            |                    |              |                    |                  | Outlander       |
| 2.3 Mitsubishi    | 2 268 cm3 | 177 ch (130 kW) | 380 N m    |                    |              |                    |                  | Outlander       |

## Troisième génération (2012-2021)
Lancé en 2013, l'Outlander de troisième génération n'est pas concerné par l'alliance avec PSA. Il est disponible en 5 ou 7 places et il est motorisé par des moteurs diesel, essence ou hybride (PHEV).
En 2015, l'Outlander est restylé et présenté au salon de Francfort.

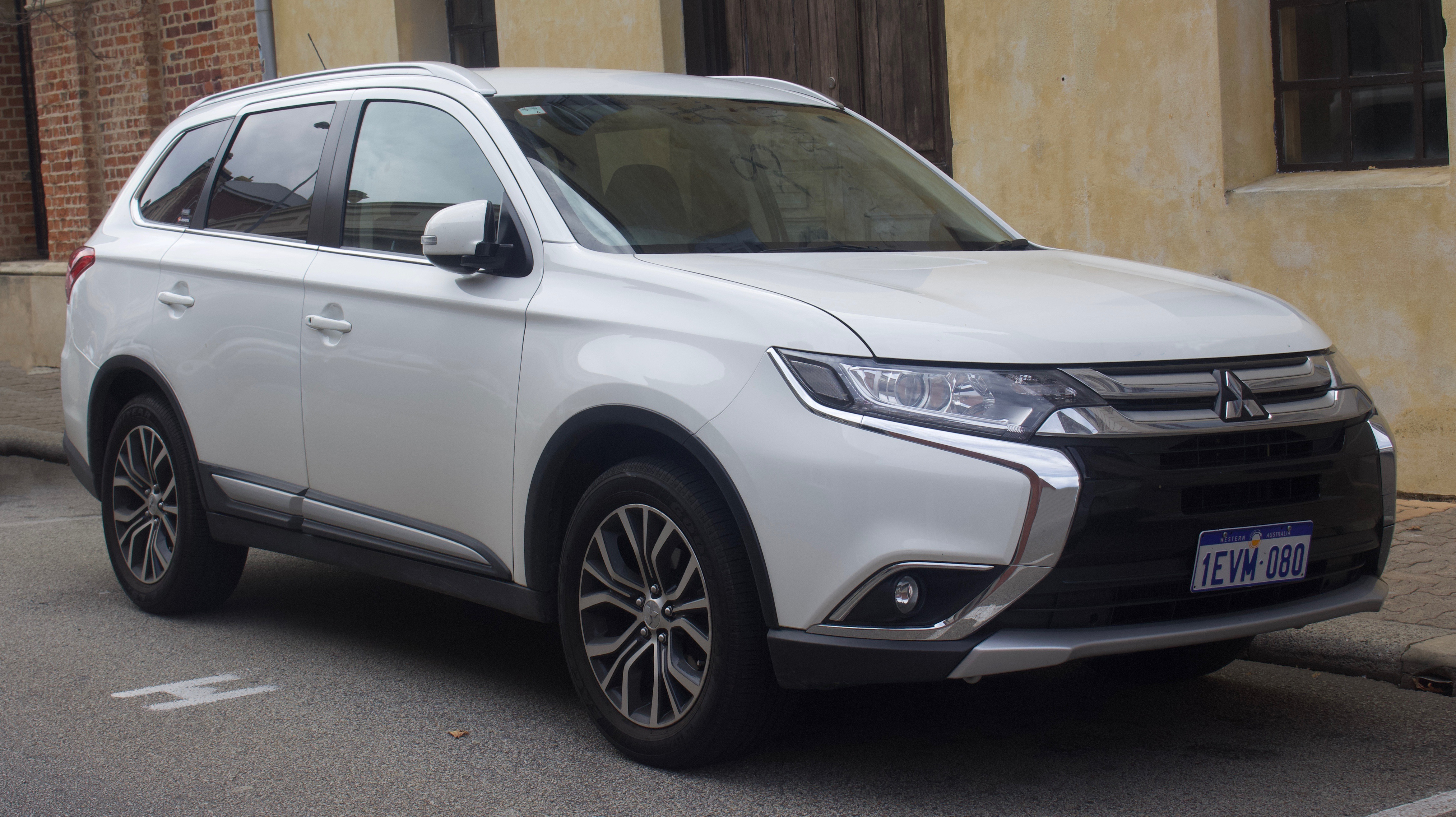
Outlander III Phase II
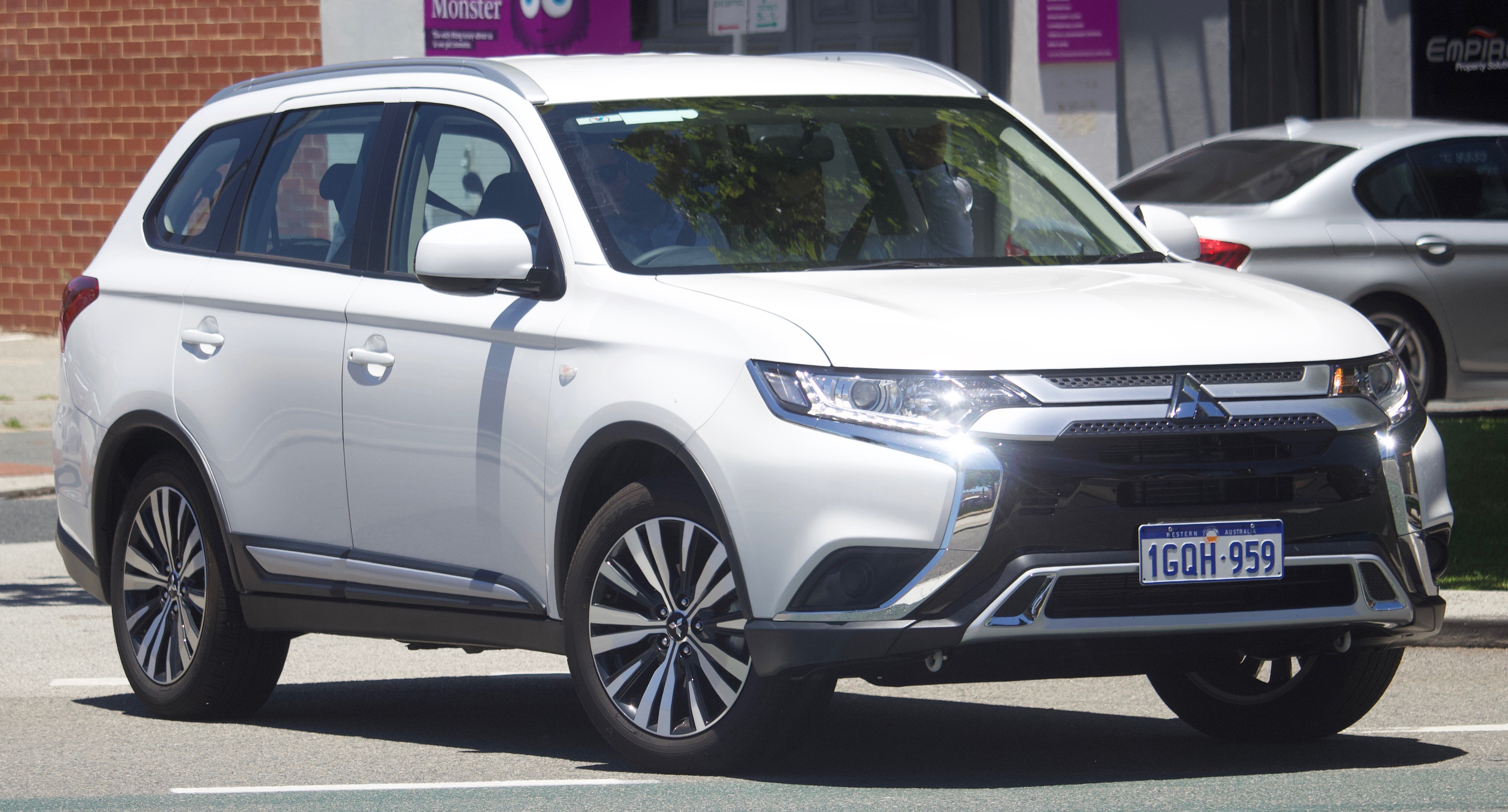
Outlander III Phase III
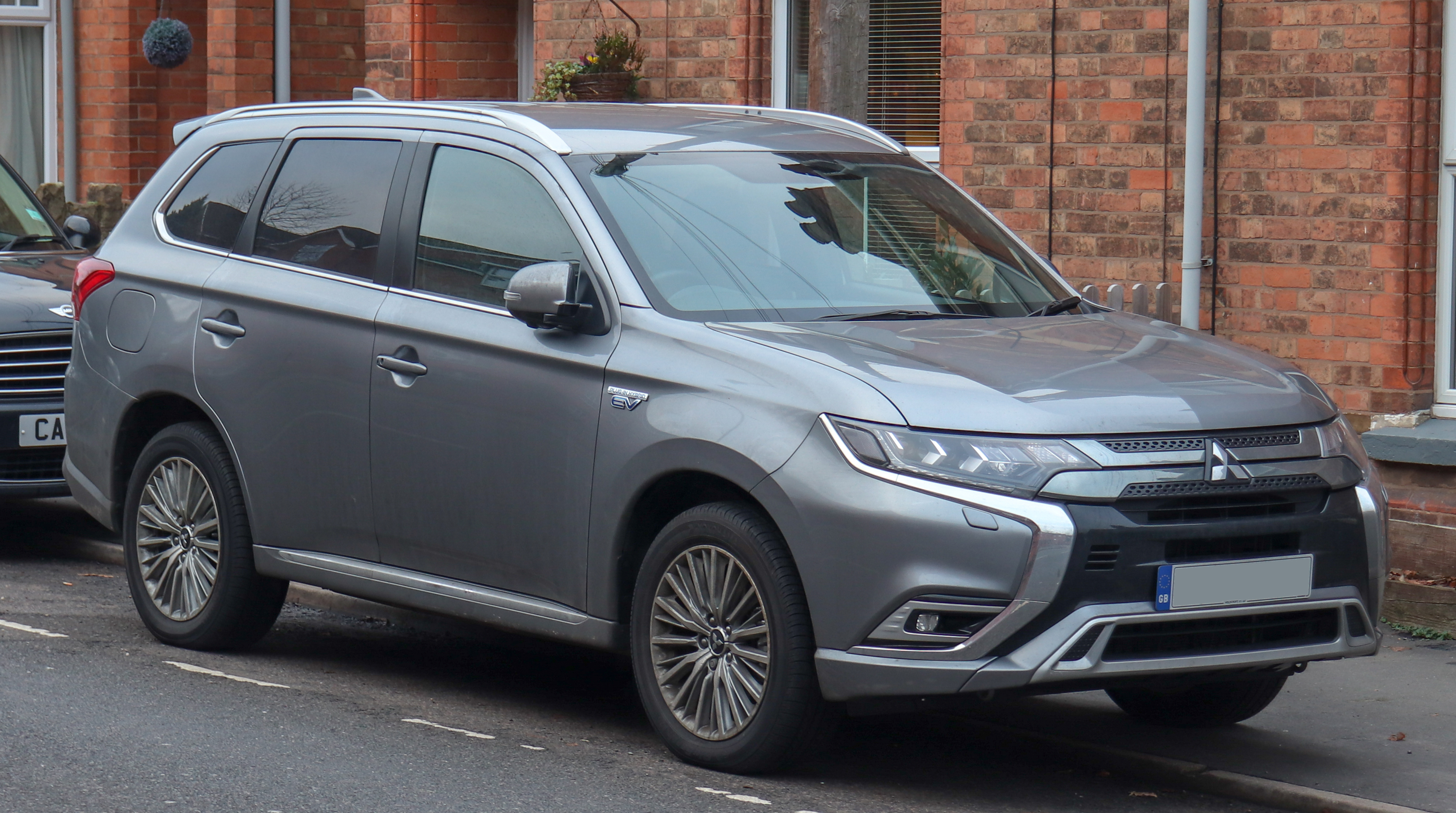
Outlander PHEV III Phase III

### Outlander PHEV

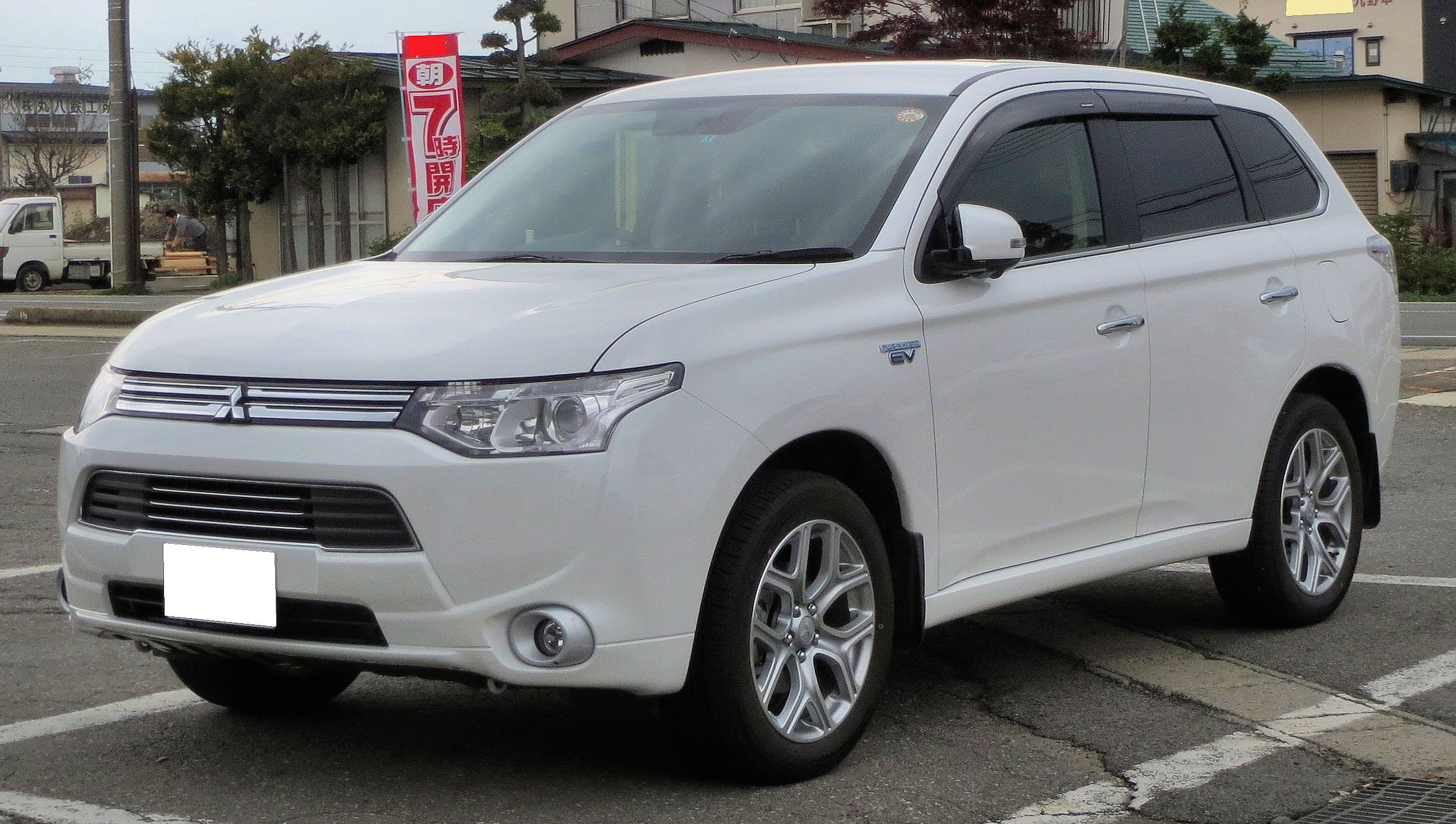
Outlander PHEV de Mitsubishi

Lancée en mars 2014, cette version hybride rechargeable utilise un moteur essence et deux moteurs électriques. Deux moteurs électriques de 60 kW (~82 ch.) chacun sont installés à l'avant et à l’arrière permettant une traction optimale et grâce au mode 4WD Lock, la puissance est repartie sur chaque essieu (50/50).
Ce crossover est équipé du système S-AWC qui comprend quatre modes adaptés à des conditions spécifiques : Éco, Normal, Neige et Verrouillé, dispositif déjà présente sur la Lancer Evolution. Les batteries sont disposées dans le plancher et le centre de gravité reste bas avec la garde au sol qui se trouve abaissée de 30 mm.
La recharge de la batterie sur une prise secteur standard de 16 A est effectuée en 3h30. Grâce à une borne spécifique 30 min. suffiront pour une recharge rapide à 80 %.
Son autonomie maximale est de 824 km malgré la diminution de la contenance de son réservoir, de 60 à 45 litres. Elle permet une conduite en électrique sur 52 km avec une pleine charge de la batterie, de plus la consommation normalisée est plus que de 1,9 l pour 100 km. La vitesse maximale étant de 170 km/h, il est à noter qu'un léger "effet Prius" apparaît lors du démarrage du moteur thermique.
Le Mitsubishi Outlander PHEV est le véhicule hybride rechargeable le plus vendu en Europe depuis 2015. Il a franchi la barre des 100 000 commandes en décembre 2017, après avoir atteint les 50 000 en novembre 2015. En 2017, il représente 13 % des ventes de la catégorie des véhicules électriques ou hybrides rechargeables.
En mars 2018, il est restylé pour le Salon de Genève 2018 : les projecteurs à LED affichent une nouvelle signature lumineuse, les entourages de feux antibrouillard deviennent rectangulaires, la calandre est redessinée, le sabot de protection et le becquet arrière deviennent plus agressifs. La cylindrée du moteur thermique essence passe de 2,0 à 2,4 litres, et grimpe à 135 ch et 211 N m de couple. La capacité de la batterie lithium-ion évolue elle aussi en passant de 12 à 13,8 kWh, et alimente deux moteurs électriques, un à l'avant de 60 kW et 137 N m et un à l'arrière de maintenant désormais 70 kW et 195 N m.

### Motorisations
| Moteur                     | 4-cylindres en ligne             |              |              |
| Alimentation               | Atmosphérique                    |              |              |
| Cylindrée (cm3)            | 2 360                            |              |              |
| Puissance maxi (ch)        | 135                              |              |              |
| au régime de (tr/min)      | 4 500                            |              |              |
| Couple maxi (N m)          | 211                              |              |              |
| au régime de (tr/min)      | 4 500                            |              |              |
| Transmission               | Intégrale                        |              |              |
| Boîte de vitesses          |                                  |              |              |
| Vitesse maximale (en km/h) | thermique : 170 électrique : 135 |              |              |
| 0-100 km/h (en s)          | 10,5                             |              |              |
| Consommation (en L/100 km) | 1,8                              |              |              |
| Émissions de CO2 (en g/km) | 40                               |              |              |
| Capacité du réservoir (L)  | 45                               |              |              |
| Masse à vide (kg)          | 1 880                            |              |              |
| Norme environnementale     | Euro 6d-TEMP                     | Euro 6d-TEMP | Euro 6d-TEMP |

### Finitions
- Invite: aide au stationnement avant et arrière, accès et démarre mains libres, multimédia avec Android Auto et Apple Carplay, régulateur de vitesse, caméra de recul, feux à LED, vitres arrière surteintées.
- Business: rajoute à Invite - Jantes 18 pouces
- Intense: rajoute à Business - alerte de franchissement de ligne, régulateur adaptatif, système de chauffage électrique du véhicule, application Mitsubishi Remote Control, freinage d'urgence avec détection de piétons, surveillance d'angles morts.
- Instyle: rajoute à Intense) - Caméra 360°, hayon électrique, phares bi-LED, deux prises 230V, réglage électrique siège conducteur, sièges avant chauffants, système audio spécifique 9HP, toit ouvrant électrique et volant chauffant.

## Quatrième génération (2021-)
La quatrième génération d'Outlander est présentée en décembre 2020. Il est lancé en Asie et aux États-Unis en 2021, puis dans sa version hybride rechargeable restylée sur le marché européen en 2024.

### Caractéristiques techniques
L'Outlander IV est un SUV basé sur la plateforme technique CMF-CD de l'alliance Renault-Nissan-Mitsubishi, comme les Renault Austral et Espace VI.
Le Mitsubishi Outlander bénéficie d’une garantie de 8 ans ou 160000 km.

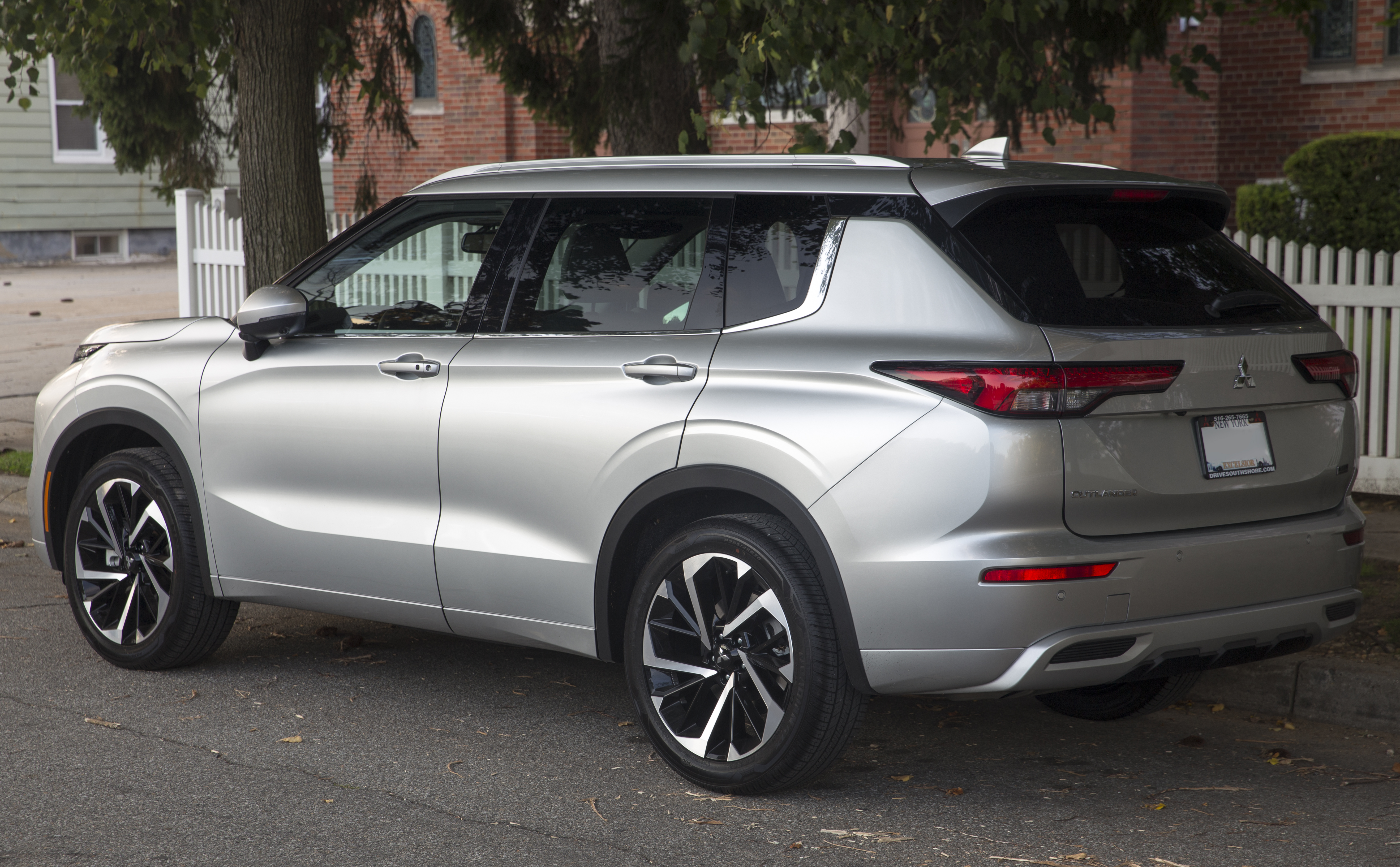
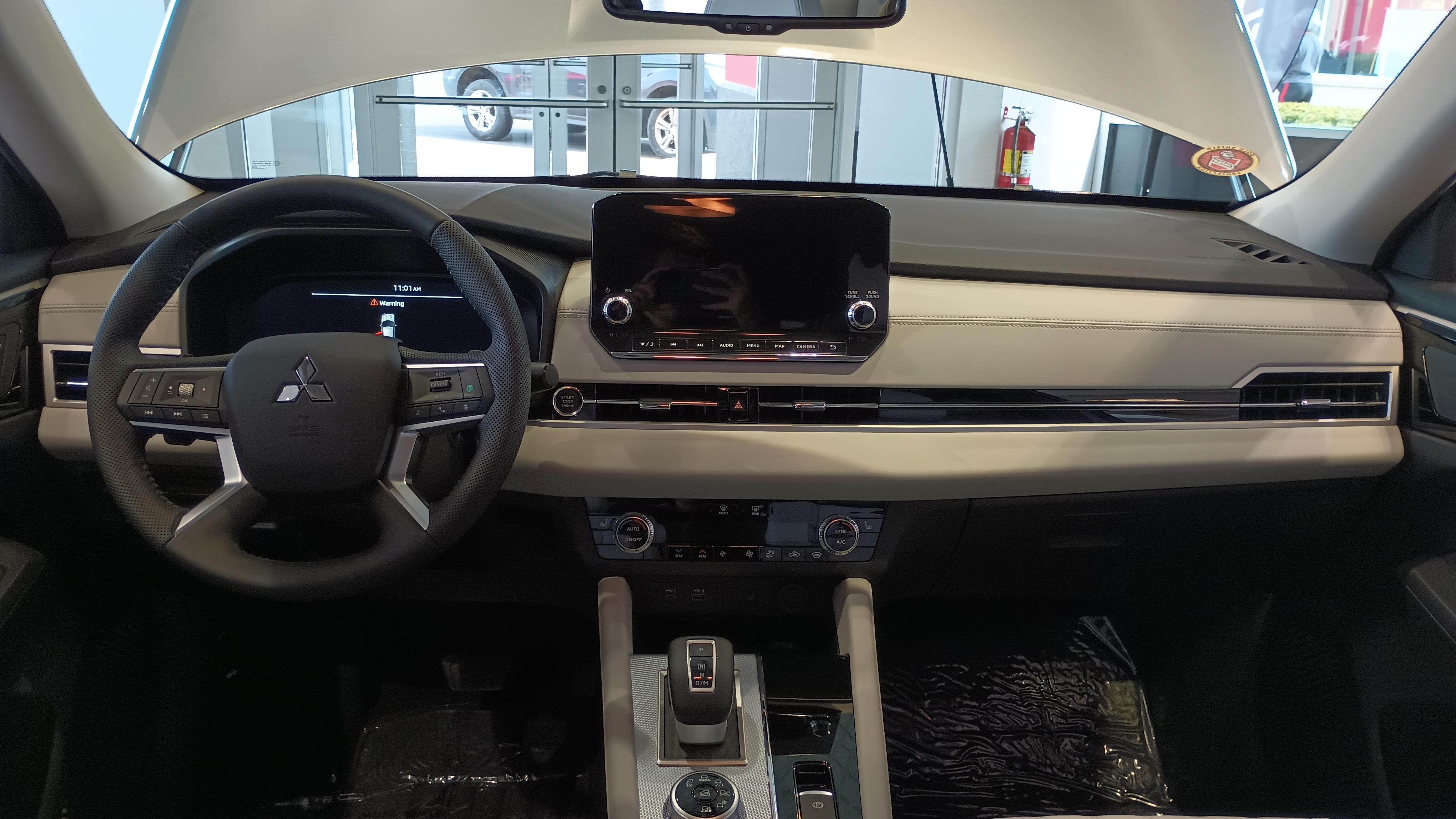

#### Motorisations
L'Outlander en version hybride rechargeable (PHEV), seule version disponible en Europe, est propulsé par un moteur thermique 2,4 L atmosphérique de 136 ch (qui répond à la norme Euro 7) et 203 N m de couple associé à deux moteurs électriques de 85 kW (116 ch) à l'avant (255 N m) et 100 kW (136 ch, 195 N m) à l'arrière (transmission intégrale), pour une puissance cumulée de 302 ch, et alimentés par une batterie lithium-ion d'une capacité de 20 kWh fonctionnant sous 300 Volts pour une autonomie de 60 km en tout électrique.

### Finitions
- Invite[10]
  - Aide au maintien dans la voie avancée (LDP) avec fonction d’urgence (ELKA)
  - Caméras 360 degrés
  - Compteurs numériques avec écran couleur personnalisable 12,3 pouces
  - Jantes alliages de 18 pouces
  - Projecteurs LED
  - Régulateur de vitesse adaptatif (ACC)
  - Smartphone-link display Audio 6.0 (SDA)
  - Système audio Dynamic Sound Yamaha Premium à 8 haut-parleurs
  - Système de réduction de la vitesse avant collision
  - Système d'ouverture des portes et démarrage sans clé (KOS)

- Invite +
  - Chargeur de smartphone à induction
  - Lave-phares
  - Projecteurs antibrouillards à LED
  - Sellerie TEP et suédine
  - Siège conducteur réglable électriquement
  - Sièges avant chauffants
  - Vitres latérales arrière et lunette arrière surteintées
  - Volant chauffant

- Intense
  - Affichage tête-haute (HUD)
  - Clignotants avant séquentiels
  - Hayon motorisé avec accès mains-libres
  - Jantes alliage bi-ton 20 pouces
  - Pare-brise chauffant
  - Plaques de protection avant et arrière Titanium Grey
  - Projecteurs LED adaptatifs (ALH)
  - Rails de toit gris argenté

- Instyle
  - Bas de caisse et protections inférieures de porte couleur carrosserie
  - Climatisation automatique tri-zone
  - Pédalier aluminium
  - Peinture extérieure bi-ton (toit contrasté)
  - Rétroviseur intérieur numérique
  - Sellerie cuir
  - Siège conducteur/passager avant réglable électriquement et ventilés
  - Sièges latéraux arrière chauffants
  - Système audio Dynamic Sound Yamaha Ultimate 12 haut-parleurs
  - Toit ouvrant panoramique

- Instyle +
  - Sellerie cuir semi-aniline
  - Sièges avant massant

### Concept car

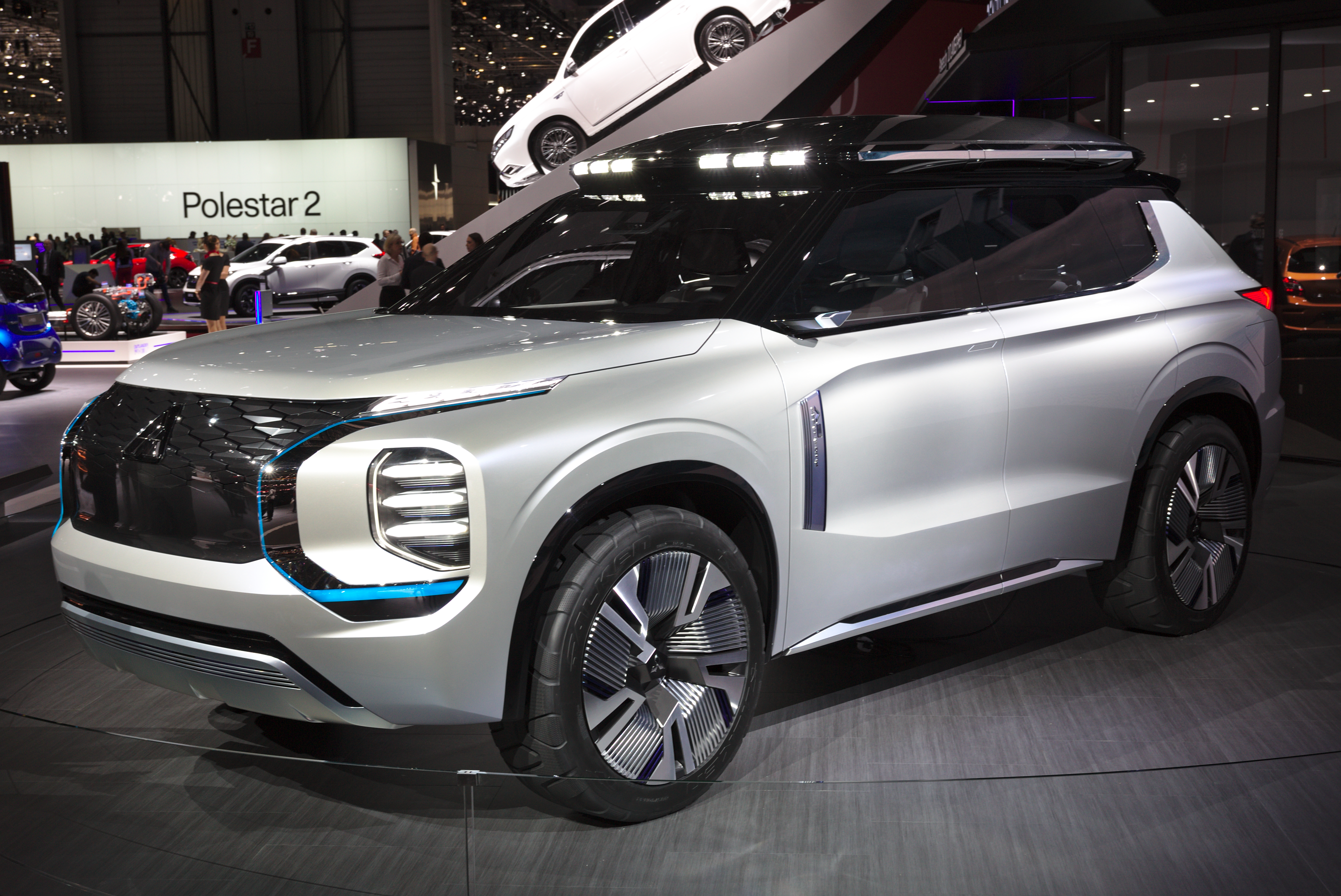
Mitsubishi Engelberg Tourer Concept

L'Outlander IV est préfiguré par le concept car Mitsubishi Engelberg Tourer présenté au salon international de l'automobile de Genève 2019.